# Малий Модруш Поток
45°31′ пн. ш. 15°25′ сх. д. / 45.51° пн. ш. 15.41° сх. д.
Малий Модруш Поток (хорв. Mali Modruš Potok) — населений пункт у Хорватії, у Карловацькій жупанії у складі громади Нетретич.

## Населення
Населення за даними перепису 2011 року становило 41 осіб.
Динаміка чисельності населення поселення: